# Hermann István (filozófus)
Hermann István (Budapest, 1925. október 10. – Budapest, 1986. szeptember 12.) magyar filozófus, esztéta, kritikus, pedagógus, egyetemi tanár, a Magyar Tudományos Akadémia tagja (levelező: 1976, rendes: 1985). Első felesége Heller Ágnes volt.

## Élete
A zsidó származású Hermann István (héber nevén: Slomó), meggyőződéses cionista volt Heller Ágnes barátnőjével együtt az 1945-1948-as években. Hánoár Hácijoni (Cionista Ifjuság) vezetőségi tagja volt, majd később belépett a kommunista pártba Heller Ágnessel együtt.  Az Egyetemi tanulmányait az ELTE Bölcsészettudományi Kar-n végezte el 1945–1950 között magyar-filozófia-politikai gazdaságtan szakon, ahol Lukács György tanítványa volt.
1950–1956 között közgazdasági technikumi tanár volt. 1956–1958 között illetve 1967–1973 között tudományos munkatársként dolgozott a Magyar Tudományos Akadémia Filozófiai Intézetében. 1957-ben, majd 1968-tól megbízott előadó volt az ELTE BTK-n. 1958-tól ismét középiskolai oktató volt a Kaffka Margit Gimnáziumban. 1965–1967 között a Színháztudományi Intézetben tudományos munkatársa, főmunkatársa volt. 1973-tól tudományos tanácsadó volt az ELTE BTK-n. 1973-ban egyetemi tanárrá nevezték ki. 1977–1986 között a Marxizmus-Leninizmus Esti Egyetem vezetője volt. A Farkasréti temetőben helyezték örök nyugalomra.

## Munkássága
A filozófia történetének kutatása és oktatása mellett foglalkozott esztétikával is. A modern médiumok esztétikai felépítését is kutatta. Lukács György írásait és filozófiai személyiségét is vizsgálta. Tagja volt a Pen Clubnak, az Írószövetségnek, a Színházművészeti Szövetségnek, a nemzetközi Hegel Társaságnak. A Magyar Tudományos Akadémia Tudományos Minősítő Bizottságának elnöke volt.

## Művei

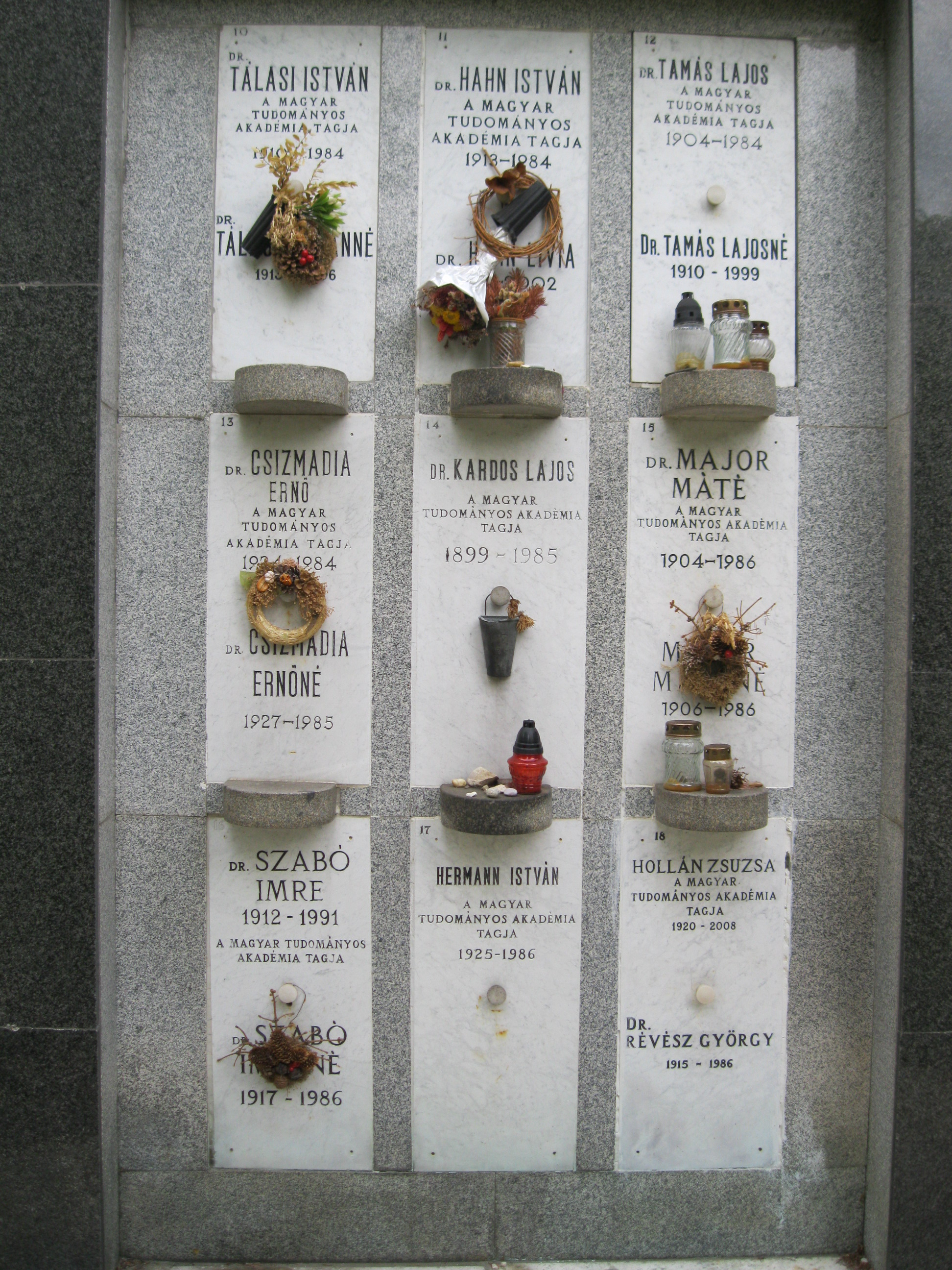
Urnafülkéje a Farkasréti temetőben

- A magyar drámáért (tanulmányok, 1955)
- Arany János esztétikája (1956)
- Filmesztétikai tanulmányok (tanulmányok, Almási Miklóssal és Gyertyán Ervinnel, 1961)
- Sigmund Freud avagy a pszichológia kalandja (1964)
- A modern színpad (1966)
- A polgári dekadencia problémái (1967)
- Vászon és függöny (1967)
- Kant teleológiája (1968)
- Szent Iván éjjelén (tanulmány, 1969)
- A szocialista kultúra története (1970)
- A giccs (1971)
- A személyiség nyomában (Drámai kalauz, esszék, 1972)
- A szfinx rejtvénye (1973)
- Üzenet az iskolának (1973)
- Lukács György gondolatvilága (1974)
- A mai kultúra problémái. Kapitalista kultúra, szocialista kultúra (1974; németül: 1985)
- Évadok tanúsága (1976)
- Televízió, esztétika, kultúra (1976)
- A gondolat hatalma (tanulmányok, 1978)
- Teleológia és történetiség (1979)
- Válságok és változások. Aktuális gondolatok (1981-1982)
- Ideológia és kultúra a hetvenes években (1982)
- Az értelemig és tovább! A filozófia nagy problémái (1982)
- Kultúra és személyiség (1982)
- Veszélyes viszonyok (esszék, 1983)
- A filozófia történetéről (1985)
- A kíváncsiság dicsérete (1985)
- Lukács György élete (1985)
- A hitvitától a drámáig (1985)
- Sigmund Freud: Álomfejtés (műfordítás, 1985)
- Van Gogh (1985)

## Díjai
- 1985: Pro Universitate díj (ELTE)